# Оберкоцау
Оберкоцау (њем. Oberkotzau) град је у њемачкој савезној држави Баварска. Једно је од 27 општинских средишта округа Хоф. Према процјени из 2010. у граду је живјело 5.707 становника. Посједује регионалну шифру (AGS) 9475158.

## Географски и демографски подаци
Оберкоцау се налази у савезној држави Баварска у округу Хоф. Град се налази на надморској висини од 484 метра. Површина општине износи 21,5 km². У самом граду је, према процјени из 2010. године, живјело 5.707 становника. Просјечна густина становништва износи 265 становника/km².